# 中華料理 (曲)
「中華料理」（ちゅうかりょうり）は、山崎まさよし通算2枚目のシングル。1996年2月25日発売。発売元はポリドール・レコード（現: ユニバーサルミュージック）。

## 解説
ファースト・アルバム『アレルギーの特効薬』（1996年4月1日）より先行リリースされたシングル。「中華料理」は、異なる2タイプのイントロ・ヴァージョンがある。ミュージック・ビデオは、楽曲の通り実在の中華料理屋で即興演奏しているような映像に仕上がっており、PV集『動く山崎 VIDEO CLIPS 1995-1998』に収録されている。元々、山崎がデビュー前、地元にいた頃に書かれた曲で、当時の山崎は「中華料理は『おしゃれ』な料理」だと思っていたため、高級料理店を想像して書いた。
2006年下半期に行われたコンサート・ツアー「YAMAZAKI MASAYOSHI 2006 HAND MY ADDRESS」では、客席から数人お客さんをステージに上げてホーム・パーティ風に披露された。2007年1月5日、WOWOWで東京国際フォーラム・ホールAでのライヴの模様（11月19日公演）が放送されたが、本楽曲は放送されていない。
カップリング曲「週末には食事をしよう」も、シングルとアルバムでヴァージョンが異なる。のちに、ライヴ・テイクが23rdシングル「真夜中のBoon Boon」（2008年3月12日）のカップリングに収録されている。こちらは2007年12月23日（自身の誕生日）に渋谷公会堂で行われた「YAMAZAKI MASAYOSHI COVER HALL TOUR 2007」からの音源。
CDジャケット写真は、ファンクラブ会員が選ぶ「好きなジャケット写真～シングル部門」の5位を獲得した。
8センチシングルでリリースされたのち、2000年5月31日にマキシシングルとして再リリースされた。2005年9月21日に同時発売されたベストアルバム『BLUE PERIOD』（A面集）と『OUT OF THE BLUE』（B面集）の発売をもち、シングルは生産終了となっている。

## 収録曲
1. 中華料理　（4:04）
  - 作詞・作曲・編曲: 山崎将義
2. 週末には食事をしよう　（4:44）
  - 作詞・作曲: 山崎将義 、編曲: 山崎将義・中村キタロー
3. mud skiffle track II　（1:24）
  - 作曲・編曲: 山崎将義

## 収録作品
- 中華料理 （Single Version）

BLUE PERIOD
- 中華料理 （Album Version）

アレルギーの特効薬
- 中華料理 （Live Version）

ONE KNIGHT STANDS -初回限定盤-
- 週末には食事をしよう （Single Version）

OUT OF THE BLUE
- 週末には食事をしよう （Album Version）

アレルギーの特効薬
- 週末には食事をしよう （Live Version #2）

真夜中のBoon Boon
- 週末には食事をしよう （Live Version #3）

HARVEST 〜LIVE SEED FOLKS Special in 葛飾 2014〜
- mud skiffle track II

OUT OF THE BLUE